# Lapzak (drinkgerei)

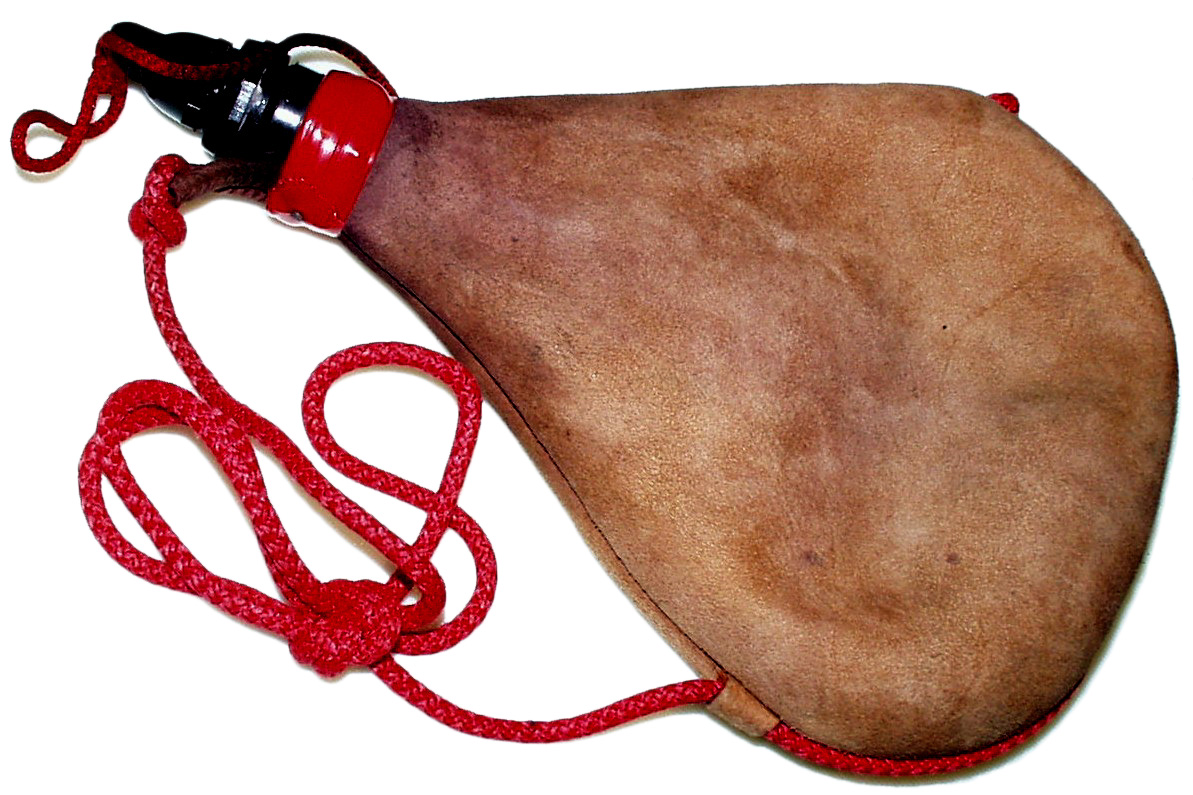
Een lapzak

Een lapzak is een drinkzak voor op reis. Het is een Middelnederlands woord dat afgeleid is van "lappen" (drinken). Doorgaans betreft het een genaaide leren zak met een opening die afgesloten kan worden met een kurk. De reiziger draagt deze over zijn schouder aan een riem of touw dat aan de zak is bevestigd.
Het woord, dat niet meer gebruikelijk is, komt als literair attribuut voor in het volksliedje Het loze vissertje.